# Mesopotamiá (ort i Grekland)
Mesopotamiá (Mesopotamia) är en ort i Grekland.   Den ligger i prefekturen Fthiotis och regionen Grekiska fastlandet, i den centrala delen av landet, 170 km nordväst om huvudstaden Aten. Mesopotamiá ligger 111 meter över havet och antalet invånare är 377.
Terrängen runt Mesopotamiá är varierad.Runt Mesopotamiá är det ganska glesbefolkat, med 21 invånare per kvadratkilometer. Närmaste större samhälle är Spercheiáda, 3,8 km sydväst om Mesopotamiá. 